# Момчил Цветанов
Момчил Емилов Цветанов е български футболист. Играе еднакво добре като ляв и десен външен полузащитник. Цветанов е един от тримата футболисти печелили 6 пъти Купата на България и единствения играч, който постига това с 4 различни отбора - Литекс (Ловеч) през 2008 и 2009, Локомотив (Пловдив) през 2019 и 2020, ЦСКА (София) през 2016 и Славия (София) през 2018. Освен това е двукратен Шампион на България с Литекс през 2010 и 2011 и двукратен Носител на Суперкупата на България - с Литекс през 2011 и с Локомотив (Пловдив) през 2020 г.

## Състезателна кариера
Започва футболната си кариера в отбора на Спартак Плевен, играе за кратко и в детския тим на Левски (гр. Левски), след това отново е в „Спартак“ (Плевен), където се утвърждава като титуляр в мъжкия отбор. Бързоногият нападател, който е син на известния плевенски футболист от края на миналия век Емил Цветанов – Шивача се налага през пролетта сред титулярите на Спартак, като отбелязва решаващи голове за оставане на отбора в Б група.
Интересът на Литекс към таланта датира от повече от година, като лично холандецът Ян Деркс, директор на Академия Литекс на „оранжевите“ настоява за привличането му. През лятото на 2007 г. преминава в академията на „Литекс“. Цветанов е известен с прякора си „Малкия шивач“, заради добрата си техника и нестандартни ходове по време на игра. Роденият в Плевен футболист е на зимна подготовка с първия отбор на ловчалии през паузата на шампионат 2007/2008, където вкарва голове срещу Есперанса (Тунис) и Динамо (Букурещ) . „Чико“ оставя чудесни впечатления в тези срещи и тогавашния старши треньор на отбора Миодраг Йешич му дава първи игрови минути през пролетния дял от първенството на България.
18-годишният футболист е част от юношеския Национален отбор на България на Европейско първенство по футбол за юноши до 19 г. 2008, макар че игра срещу една година по-големи от него.
На 2 март 2008 г. Цветанов, още ненавършил 18 години, излиза като титуляр за Литекс в мача с ЦСКА (София). Така той бие рекорда на Светослав Тодоров за най-млад играч на Литекс, участвал в първенството на А група. На 27 април 2008 г. носи победата на България в първия мач от европейските квалификации срещу Израел. Той вкарва гола за успеха с 1:0 и проправя пътя към финалите в Чехия. На 19 юли 2008 г. Цветанов е избран от УЕФА за най-добър играч на мача Унгария – България (1:0) на европейското за юноши в Чехия. Талантът получава специална грамота от европейската футболна централа. Именно на този мач привлича вниманието на скаута, работещ за ФК Ливърпул Ричард Трафорд.
На 12 август 2014 г. прекратява договорът си с Литекс по взаимно съгласие и става свободен агент.
На 21 август 2014 г. преминава в Ботев Пловдив и подписва двегодишен договор с клуба.
През лятото на 2015 г. подписва с ЦСКА (София). През юли 2016 г. подписва с Верея (Стара Загора).
На 28 декември 2018 г. подписва договор с Локомотив (Пловдив). Цветанов бързо се утвърждава във водения от Бруно Акрапович тим, с който става двукратен Носител на Купата на България през 2019 и 2020 г.., носител на Суперкупата на България през 2020 г. и сребърен медалист в Първа лига за сезон 2020/2021. Изиграва в Първа лига за Локомотив 77 мача и отбелязва 4 гола.
Момчил Цветанов е футболистът отбелязал най-бързият гол в историята на пловдивските дербита. Неговият гол в 66-тата секунда на двубоя, изигран на 28 ноември 2020 г. дава началото и на най-разгромната победа в Пловдивското дерби - 6:0 за Локомотив. Цветанов е футболистът, който се нагърби с изпълнението на последната дузпа във финалната среща за Купата на България през сезон 2019/20 срещу ЦСКА (София) и благодарение на нея Локомотив (Пловдив) вдигна за втори пореден път трофея. Чико има принос за доброто представяне на черно-белите и в участията им в Лига Европа. Той печели две дузпи за нарушения срещу него при домакинството на Спартак (Търнава) през 2019 г., които са реализирани от Димитър Илиев, с което помага на отбора да победи и да отстрани съперника си.
Цветанов има 6 двубоя за националния отбор на България. Играе също за юношеския национален отбор до 19 години и за младежкия национален отбор на България.

## Успехи
Литекс (Ловеч)
- Шампион на България (2 пъти) –  2009/10, 2010/11
- Купа на България (2 пъти) – 2007/08, 2008/09
- Суперкупа на България (1 път) – 2010

ЦСКА (София)
- Купа на България (1 път) – 2015/16
- Шампион на Югозападна В група с ЦСКА (София) – 2015/16

Славия (София)
- Купа на България (1 път) – 2017/18

Локомотив (Пловдив)
- Купа на България (2 пъти) – 2018/19, 2019/20
- Суперкупа на България (1 път) – 2020
- Вицешампион (1 път) – 2020/21